# Encyclia hillyerorum
Encyclia hillyerorum là một loài thực vật có hoa trong họ Lan. Loài này được Sauleda & R.M.Adams mô tả khoa học đầu tiên năm 1990.